# Chemin Vert
Chemin Vert – stacja linii nr 8 metra  w Paryżu. Stacja znajduje się pomiędzy 3. a 11. dzielnicą Paryża.  Została otwarta 5 maja 1931 r.